# Aitor
Aitor ist ein männlicher Vorname.

## Herkunft und Bedeutung
Der Name stammt aus dem Baskischen. Wahrscheinlich geht er auf das baskische Wort „Aita“ (dt. Vater, Herr) zurück, es gibt aber auch das Verb „Aitor(tu)“ (dt. bekennen). Der baskische Schriftsteller Agustín Chaho (1811–1858) erfand den Namen in seinem Werk La leyenda de Aitor (dt. Die Legende von Aitor). In diesem Werk ist Aitor ein Gott, dessen sieben Söhne die sieben Provinzen des Baskenlandes gründeten. Es wird vermutet, dass Chaho den Namen vom baskischen „Ationen Zemeak“ (dt. Söhne guter Eltern; Synonym für Hidalgo), das auch häufig „Aitoren Zemeak“ geschrieben wird, entlehnte, indem er es als „Aitor-en“ (dt. von Aitor) zerlegte, so dass „Aitor-en Zemeak“ (dt. Söhne von Aitor) entstand.

## Verbreitung
Der Name ist hauptsächlich im Baskenland und im Rest Spaniens verbreitet.

## Namenstag
- 22. Mai

## Namensträger
- Aitor Begiristain Mujika (* 1964), spanischer Fußballspieler
- Aitor Buñuel (* 1998), spanischer Fußballspieler
- Aitor Canca Fernández (* 1982), spanischer Volleyballspieler
- Aitor Cantalapiedra (* 1996), spanischer Fußballspieler
- Aitor Galdós (* 1979), spanischer Radrennfahrer
- Aitor Garmendia (* 1968), spanischer Radrennfahrer
- Aitor González Jiménez (* 1975), spanischer Radrennfahrer
- Aitor Hernández (* 1982), spanischer Radrennfahrer
- Aitor Karanka (* 1973), spanischer Fußballspieler
- Aitor Larrazábal (* 1971), spanischer Fußballspieler
- Aitor López Rekarte (* 1975), spanischer Fußballspieler
- Aitor Monroy (* 1987), spanischer Fußballspieler
- Aitor Ocio (* 1976), spanischer Fußballspieler
- Aitor Osa (* 1973), spanischer Radrennfahrer
- Aitor Pérez (* 1977), spanischer Radrennfahrer
- Aitor Seguín (* 1995), spanischer Fußballspieler
- Aitor Tornavaca Fernández (* 1976), spanischer Fußballspieler